# Nocardia neocaledoniensis
Espèce
Nocardia neocaledoniensis est une espèce de bactéries de la famille des Nocardiaceae.

## Historique
Cette espèce est décrite en 2004 à partir d'une souche isolée d'un prélèvement de sol hypermagnésien ultramafique brun dans l'extrémité sud de la Nouvelle-Calédonie,.

## Description
Nocardia neocaledoniensis est une bactérie aérobie à gram positif. Elles sont partiellement acid-fast et non mobiles. Les filaments mycéliens ramifiés se fragmentent en éléments bacilliaires irréguliers. Lorsqu'elles sont cultivées sur Bennett's agar, un mycélium à substrat orange porte d'abondantes hyphes aériennes orange pâle. Des pigments de mélanine sont produits sur milieu ISP 6 à base de peptone et de levures.
Nocardia neocaledoniensis est capable de croître entre 10 et 458 °C à un pH situé entre 4 et 12. Cette croissance est possible à des concentrations de 0 à 3 % de NaCl mais pas à 5 %. Elle est aussi capable de croître en présence de très faibles quantités de crystal violet et de phénol mais pas de tellurite de potassium.
Les sources de carbone et d'énergie utilisables par cette bactérie sont : D-fructose, D-mannose, D-raffinose et D-tréhalose.

### Antibiorésistance
Cette espèce est sensible à la tétracycline mais pas à l'érythromycine, la gentamicine, la pénicilline G, la rifampicine, la streptomycine et la vancomycine,. Elle est aussi inhibée par l'Imipénem et la tobramycine mais faiblement par la kanamycine et le 5-fluorouracile.

## Taxonomie
Le nom correct complet (avec auteur) de ce taxon est Nocardia neocaledoniensis Saintpierre-Bonaccio et al. 2004. Cette bactérie a été décrite par Danielle Saintpierre-Bonaccio (d), Luis A. Maldonado (d),
Hamid Amir (d), René Pineau (d) et Michael Goodfellow (d).
La souche type de référence est la souche SBHR OA6 déposée dans des banques de cultures bactériennes sous les identifiants DSM 44717, NCIMB 13955 et JCM 12604,.

### Étymologie
L'étymologie du nom spécifique de Nocardia neocaledoniensis est la suivante : N.L. masc./fem. adj. neocaledoniensis, de ou appartenant à la Nouvelle Calédonie où la souche type de cette espèce a été isolée.

## Pathogénicité
L'espèce Nocardia neocaledoniensis est reconnue comme responsable d'infections des tissus mous et de la peau chez les humains. Cette espèce a aussi été isolé chez trois patients atteints de conjonctivites sans que le germe ait pu être formellement mis en cause de la survenue de celles-ci. Ce micro-organisme a aussi été impliqué dans des épidémies de mammite parmi les troupeaux laitiers italiens. Après avoir été impliquée dans un cas d'abcès du lobe frontal et dans une bactériémie, elle est aussi considérée comme une cause rare de spondylocystite.